# Istituto italiano di studi germanici
L'Istituto italiano di studi germanici (in sigla IISG) è un ente pubblico di ricerca con sede a Roma nel Casino Barberini di Villa Sciarra-Wurts sul Gianicolo.
Sottoposto alla vigilanza del Ministero dell’università e della ricerca, ha il compito di promuovere l’indagine scientifica nell'ambito delle conoscenze relative alla lingua, letteratura, storia e cultura dei paesi di lingua tedesca e di lingue nordiche, promuovendo con metodi interculturali e interdisciplinari il confronto e l’interazione fra le diverse tradizioni contribuendo in tal modo allo sviluppo della ricerca e al progresso del sapere.
Gli organi principali per la divulgazione scientifica sono l’archivio, la biblioteca e la casa editrice.

## Storia

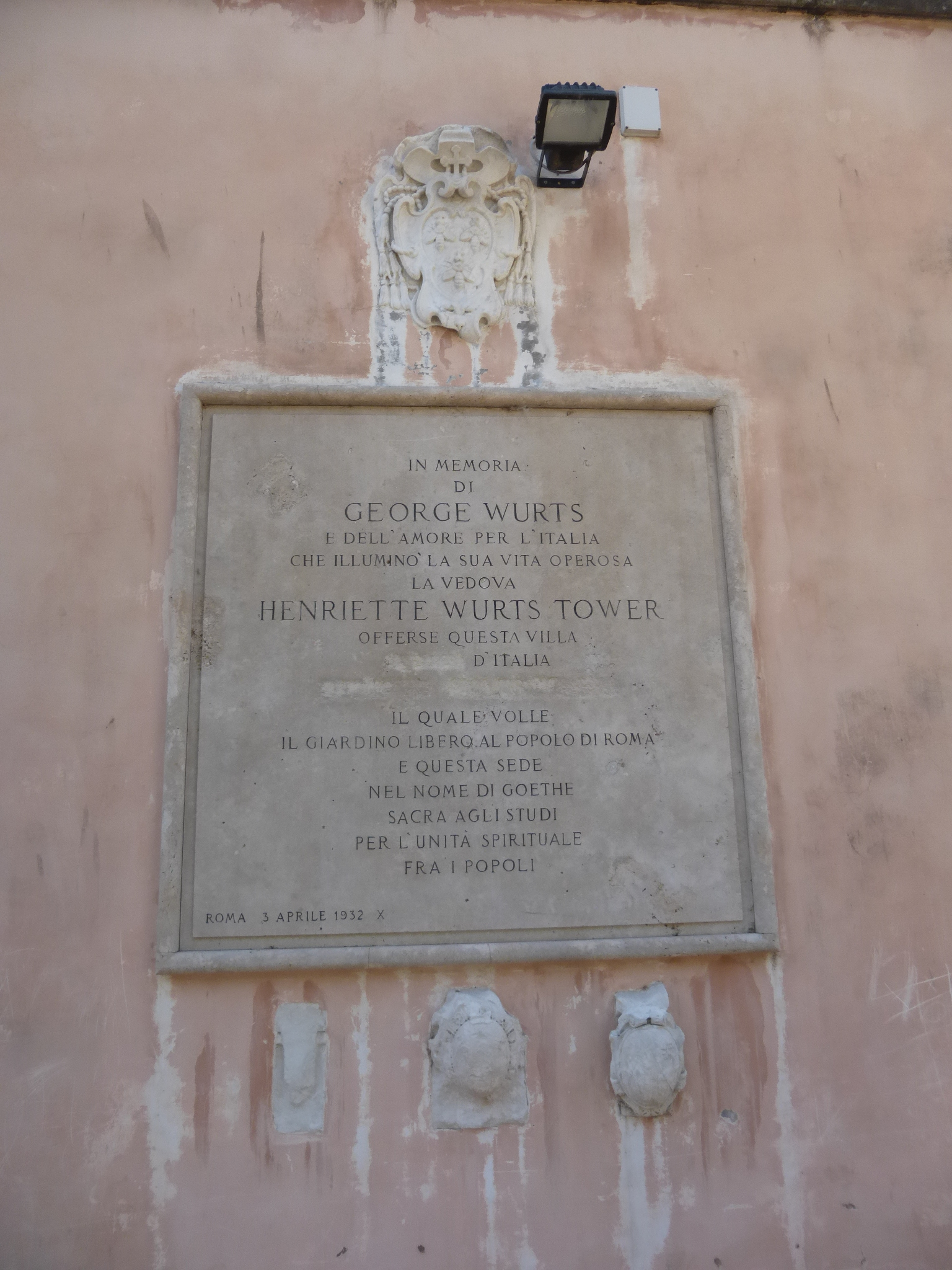
Lapide posta nel 1932 a memoria dell'apertura al pubblico e assegnazione all'Istituto di Villa Sciarra. Il nome di Mussolini è stato scalpellato.

L’Istituto Italiano di Studi Germanici fu istituito con il Regio Decreto Legge del 26 marzo 1931 n. 391. La nascita dell’Istituto va inquadrata nella più ampia politica culturale del regime fascista che mirava a esportare la cultura italiana nel resto d’Europa e a creare una forte connessione culturale con le altre nazioni, in particolare con il mondo tedesco, allo scopo di colmare la frattura che si era aperta tra Italia e Germania dopo il primo conflitto mondiale. L’Istituto Italiano di Studi Germanici, infatti, nacque nell'ambito di un progetto di scambio culturale con la città di Colonia nella quale fu inaugurato, il 26 ottobre 1931, il Petrarca Haus.
L’Istituto, presieduto da Giovanni Gentile, promotore dell’iniziativa, e diretto da Giuseppe Gabetti, venne inaugurato il 3 aprile 1932 nella splendida cornice di Villa Sciarra sul Gianicolo, ancora oggi sede dell'IISG.
L’istituto era composto dal presidente, dal consiglio direttivo – che aveva il compito di approvare la relazione annuale da trasmettere al Ministero dell'Educazione Nazionale – e dal direttore designato, Gabetti. Quest’ultimo deteneva l’intera responsabilità della rivista, della biblioteca e soprattutto di tutte le manifestazioni culturali e del corretto funzionamento dell’Istituto. Erano previsti inoltre due assistenti retribuiti: ruolo ricoperto da Carlo Antoni e Luigi Scaravelli che nel 1934 fu sostituito da Delio Cantimori.
Lo schema di funzionamento dell'IISG era quello classico degli istituti nati durante il regime: un centro studi in cui si svolgevano corsi di lezioni e conferenze con ospiti italiani e stranieri, con una biblioteca altamente specializzata. La biblioteca dell’Istituto poté contare fin dall’inaugurazione sui circa ventimila volumi della collezione personale del comparatista tedesco Max Koch giunti a Roma direttamente da Breslavia.
Nel 1935 venne inaugurata anche la rivista ufficiale dell’Istituto, «Studi Germanici», che ospitò illustri studiosi italiani e stranieri: da Carlo Antoni a Delio Cantimori, da Martin Heidegger a Werner Jaeger, da Johan Huizinga a Hermann August Korff.
Per tutti gli anni Trenta del Novecento l'IISG si impegnò nell’organizzazione di corsi sulla cultura tedesca, come quello tenuto da Karl Löwith sul pensiero di Nietzsche, di conferenze di respiro internazionale − come quella di Martin Heidegger su Hölderlin e l’essenza della poesia, tenuta nelle sale dell’Istituto nel 1936 − e di collaborazione all'organizzazione di grandi eventi come il terzo congresso dell'Internationaler Hegelbund al quale parteciparono importanti storici del pensiero hegeliano.
Nel 1937 Gentile si dimise da Presidente dell’Istituto Nazionale di Cultura Fascista e conseguentemente anche da presidente dell’Istituto Italiano di Studi Germanici − lo statuto prevedeva infatti che le due cariche corrispondessero − e venne sostituito da Pietro De Francisci. La direzione dell’Istituto rimase invece nelle mani di Gabetti fino al 1948, anno della morte del germanista.
Nel dopoguerra l’istituto visse un periodo di riorganizzazione coincidente con una fase di ristrettezze economiche e un nuovo periodo di rapporti conflittuali con la Germania. Riprese tuttavia in breve tempo la sua attività come Istituto di cultura organizzando, fra l’altro, il primo convegno mondiale della germanistica nel 1955. Nel 1963 prese inoltre avvio la pubblicazione della seconda serie della rivista «Studi Germanici», che si era interrotta nel 1944.
Dopo un periodo di commissariamento, con la legge del 3 febbraio 2006, n. 27, art. 1, l’Istituto è stato trasformato in Ente pubblico di Ricerca (a carattere non strumentale) sotto la vigilanza del Ministero dell'Istruzione, Università e Ricerca.

## Archivio
L’archivio conserva la documentazione storica a partire dalla fondazione nel 1932, con sezioni antecedenti relative a fondi personali dei primi direttori e di altre personalità del modo accademico e istituzionale.

## Biblioteca
La biblioteca è stata aperta nel 1932. Oggi la biblioteca è ricca di quasi 100.000 volumi e 400 periodici specialistici. Al momento, nel catalogo in linea dell’Istituto figurano 13.305 documenti attribuiti al fondo Max Koch del quale fanno parte più della metà delle circa mille edizioni del XVII e XVIII secolo presenti nella biblioteca e quattro delle sei cinquecentine possedute. Gran parte dei volumi è in tedesco, con consistenti fondi nelle lingue scandinave e volumi in francese, inglese e italiano, oltre a un nucleo di classici in latino e greco [aggiornamento a giugno 2020].

## Casa Editrice
La casa editrice dell’Istituto pubblica la rivista «Studi Germanici», tre collane di studi (dedicate a monografie, atti di convegni e materiali inediti) Edizioni Studi Germanici – IISG

## Presidenti e Direttori
- Giovanni Gentile (Presidente 1932-1937)
- Pietro De Francisci (Presidente 1937-1940)
- Camillo Pellizzi (Presidente 1940-1943)
- Giuseppe Gabetti (Direttore 1932-1948)
- Rodolfo Bottacchiari (Direttore 1948-1953)
- Bonaventura Tecchi (Direttore 1953-1968)
- Paolo Chiarini (Direttore 1968-2006)

Dopo la trasformazione in Ente pubblico di ricerca, l’istituto ha al suo vertice un presidente responsabile delle attività scientifiche.
- Vincenzo Cappelletti (già commissario straordinario, Presidente 2006-2011)
- Fabrizio Cambi (Presidente 2011-2013)
- Giorgio Manacorda (Presidente ad interim 2013-2015)
- Roberta Ascarelli (Presidente 2015-2019)
- Luca Crescenzi (Presidente 2019 ad oggi)

## Risorse digitali
A partire dal 2011 la rivista «Studi Germanici» è disponibile online in versione PDF fin dal momento della pubblicazione. Nel 2020 è stata digitalizzata anche l'intera serie dal 1935 al 2010, che è ora disponibile online.